# 7,65 × 21 mm Parabellum
El 7,65 × 21 mm Parabellum, conocido también como 7,65 mm Luger o .30 Luger, es un cartucho para pistola introducido en 1898 por el fabricante de armas alemán Deutsche Waffen und Munitions Fabriken (DWM) para su pistola Parabellum. Los primeros diseñadores fueron los diseñadores de armas Georg Luger y Hugo Borchardt, quienes lo desarrollaron partiendo del 7,65 x 25 Borchardt mientras trabajaban en la DWM.

## Diseño
Georg Luger desarrolló el cartucho 7,65 mm partiendo de cartuchos 7,65 mm existentes. Como se dijo, fue usado en la pistola Parabellum de DWM (la pistola "Luger"). El cartucho 7,65mm Parabellum usa una vaina más corta que los 7,65 x 25 Borchardt, 7,63 x 25 Mauser, y 7,62 x 25 Tokarev, los cuales tienen aproximadamente el mismo largo.

## Dimensiones
Medidas C.I.P. máximas del cartucho 7,65x21mm.
El paso de estrías más común para este cartucho es de una vuelta en 275 mm, con 4 estrías, ø en los campos= 7,62 mm, ø en los fondos= 7,83 mm, ancho de los campos= 3,05 mm y el fulminante, o cápsula iniciadora es el pequeño para pistola. Este cartucho realiza el espacio de cabeza con el hombro de la vaina.
De acuerdo a la guía oficial de la C.I.P. (Commission Internationale Permanente Pour L'Epreuve Des Armes A Feu Portatives) para el 7,65x21mm Parabellum, la vaina puede soportar hasta 235 MPa, medidos con sensor piezo-eléctrico. En las países regulados por la C.I.P., cada conjunto arma/cartucho debe ser probado al 130% de la presión máxima C.I.P. para que reciba la certificación y pueda ser comercializada.

## Desempeños
Medidas
- Diámetro de la bala=7,86 mm
- Cuello=8,4 mm
- Base=9,9 mm
- Reborde=10 mm
- Largo=21,6 mm
- Largo total=29,84

Prestaciones
- Peso de la bala=6 g
- Velocidad=355 m/s
- energía=400 julios

## Usos

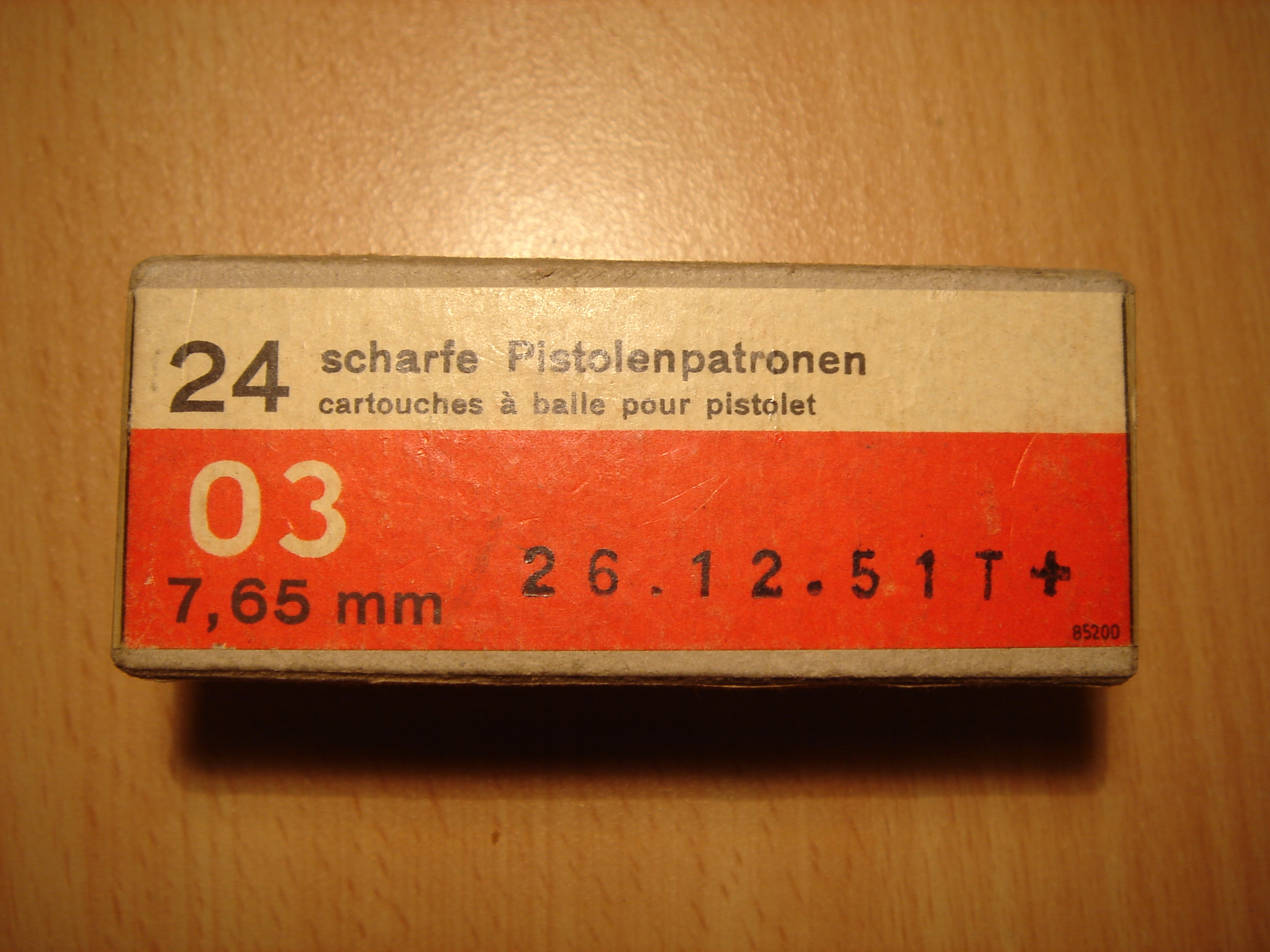
Último lote del 7,65 Parabellum del Ejército Suizo.

El 7,65 mm Parabellum fue reemplazado en el Ejército Alemán por el 9 x 19 Parabellum. Esto se hizo simplemente quitando el cuello y expandiendo la boca de la vaina del 7,65 para aceptar una bala de 9 mm. Debido a que tienen las mismas medidas de culote, cuerpo y largo total, muchas armas de calibre 7,65 Parabellum pueden convertirse a 9 mm Parabellum cambiando solo el cañón, y viceversa.
Con la adopción por parte de Suiza de la pistola Luger en 1900, el 7,65 mm Parabellum se convirtió en el cartucho estándar de pistola del Ejército Suizo hasta fines de la década de 1940. La última pistola del Ejército suizo, la SIG P210, también se hizo en este calibre, pero solo para el mercado civil, mientras que las P210 militares están recamaradas para el 9 x 19 Parabellum.
Finlandia adoptó la pistola Luger como modelo M/23 en calibre 7,65 Para. en 1922. Se enviaron 8.000 pistolas, pero solo unas pocas sobrevivieron a la guerra. Muchos ejemplares remanentes fueron recalibrados para 9 mm, y una limitada cantidad permaneció almacenada hasta 1980 para armar al personal no combatiente.
Varias armas han sido fabricadas para el mercado comercial en este calibre para países donde existen restricciones de tenencia de armas en calibres militares a los civiles. Entre los ejemplos podemos citar la Benelli B76, Browning Hi-Power y la Ruger Serie-P.
Un puñado de subfusiles han sido fabricados para este calibre, los más notables son el SIG Bergmann 1920 (versión bajo licencia del Bergmann MP-18/1), el suizo M/Neuhausen MKMS, el MP34 austríaco y el Suomi M-26.

## Sinónimos
- 7,65 mm Parabellum
- 7,65 mm Luger
- .30 Luger
- 7,65 x 21 Parabellum
- 7,65 x 21 Luger
- 7,65 mm Para